# Johannes Kleinschmidt (Jurist)

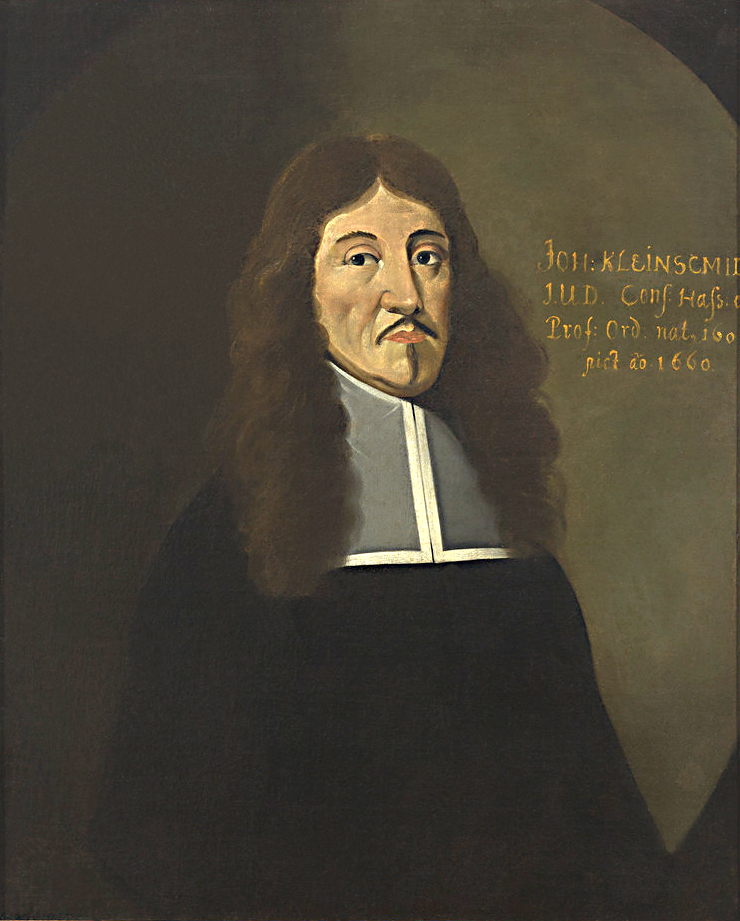
Johannes Kleinschmidt

Johannes Kleinschmidt (auch Johann; * 5. April 1607 in Marburg; † 22. August 1663 ebenda) war ein deutscher Rechtswissenschaftler und Hochschullehrer.

## Leben
Kleinschmidt absolvierte seine Studien in Frankreich und Italien. Auf dem Rückweg wurde er an der Universität Basel mit der Dissertation De definitione inventarii folennis, investiturae feudi novi & juris patronatus am 28. August 1633 zum Dr. iur. promoviert. Bei seiner Rückkehr fiel in den Wirren des Dreißigjährigen Krieges die Abtei Fulda an Hessen und er wurde von Landgraf Wilhelm V. von Hessen-Kassel in der dortigen Kanzlei eingesetzt.
Kleinschmidt erhielt 1637 einen Ruf als Professor der Institutionen an die Universität Kassel und wurde dort am 24. August 1637 vereidigt. Er war zudem 1641 und 1644 Rektor dieser Universität. In den Jahren 1640 und 1654 war er Deputierter der Universität auf den Kasseler Landtagen. Noch vor dem 12. April 1651 fand seine Ernennung zum Hofgerichtsrat in Marburg statt. Am 3. Mai 1651 bekam er den Auftrag eine Kommission zur Kodifizierung des hessischen Landrechts einzurichten.
Als die Universität Kassel mit der Universität Marburg vereinigt wurde, erhielt er zum 16. Juni 1653 die Professur der Institutionen in Marburg und 1654 die Professur der Pandekten. Kleinschmidt übernahm 1660 die Professur des kanonischen Rechts und wurde außerdem in dieser Zeit Universitätssyndikus, eine Stellung, die er bis zu seinem Tod innehatte. 1662 war er daneben auch Dekan der Juristischen Fakultät in Marburg, 1659 leitete er als Rektor die Universität.
Der Rechtswissenschaftler Johann Henrich Kleinschmidt ist sein Sohn.

## Werke (Auswahl)
- De definitione inventarii folennis, investiturae feudi novi & juris patronatus, Basel 1633.
- Joh. Centmeier vulgo Cleinschmidt patrocinium liberorum ex priori matrimonio praecipua continens privilegia ipsis tum jure divino, tum canonico & civili praesertim novissimo benigniter concessa praejudiciisque confirmata, Kassel 1639.
- De eo quod interesst, Herborn 1652.
- Praecognitorum jurisprudentiae tractatus sex, Herborn 1652.
- Analysis institt. imperial, logica tabulis comprehensa, Marburg 1655.